# Forcipomyia squamithorax
Forcipomyia squamithorax är en tvåvingeart som beskrevs av Clastrier 1972. Forcipomyia squamithorax ingår i släktet Forcipomyia och familjen svidknott.
Artens utbredningsområde är Franska Guyana. Inga underarter finns listade i Catalogue of Life.